# میروحید رادفر
میروحید رادفر (متولد ۱۲ مرداد ۱۳۶۲ همدان - )، نوازندۀ تنبور و دف و بنیان‌گذار مکتب تنبور باستان می‌باشد.

## زندگی‌نامه
رادفر متولد در سال ۱۳۶۲ در همدان متولد شد. از سن شش سالگی علاقه ای وافر به موسیقی داشت. فراگرفتن تنبور و دف را به صورت خودآموز آغاز نمود. وی در سال ۱۳۷۸ گروه تنبور مفتون همدانی را تأسیس و تا سال ۱۳۸۸ شانزده کنسرت به آهنگسازی او به روی صحنه رفت. در سال ۱۳۸۸ مکتب تنبور باستان را بنا نهاد.

## مکتب تنبور باستان
نگرش مکتب تنبور باستان بر این پایه استوار است که علاوه بر جنبه آیینی این ساز، نگاهی موسیقایی تر از آنچه تا به امروز بوده‌است را رواج دهد. شیوهٔ پنجه کاری‌ها در مکتب تنبور باستان، تفاوت‌هایی با مکاتب کردی این ساز دارد که توسط میروحید رادفر پی ریزی شده‌است و حدود بیست زخمهٔ مستقل از زخمه‌های رایج مورد استفاده در تنبور توسط او ابداع شده‌است.زخمه های او عبارتند از (راست سنگین،راست میانه،راست سبک،چپ اشاره،چپ شصت،چپ طرار،دوتک پروانه،سه دار،چهارپاره،هفتان پنجه،هفتان،طرزی،پنجه میری،شلال یاری واخوان و طرار،شر،پنجه،راست پنجه،چپ پنجه،دراب پنجه،پنجه پروانه،دوچپ،سه دار شُر،سه بند و تعدادی دیگر که پنجه کاریهای ترکیبی هستند) . ساز ترمه تار نیز توسط ایشان در سال ۸۵ برای همراهی با تنبور ابداع گردید. آلبوم ققنوس معرف شیوهٔ نوازندگی اوست